# 12863 Whitfield
A 12863 Whitfield (ideiglenes jelöléssel 1998 KE48) a Naprendszer kisbolygóövében található aszteroida. A LINEAR projekt keretében fedezték fel 1998. május 22-én.